# BRP
British Racing Partnership je bivša momčad i konstruktor u Formuli 1.
Momčad su osnovali Ken Gregory i Alfred Moss, otac Stirlinga Mossa, u Engleskoj 1957. Momčad je 1960. nastupala pod imenom Yeoman Credit Racing, a 1961. i 1962. pod imenom UDT Laystall Racing.
Stirling Moss je osvojio drugo mjesto na VN Velike Britanije 1959., što je zajedno s drugim mjestom Oliviera Gendebiena na VN Francuske 1960. najbolji rezultat momčadi. Još jedno treće mjesto Gendebien je osvojio na VN Belgije iste godine. Posljednje bodove osvojio je Jim Hall petim mjestom na VN Njemačke 1963.